# Olga Guillot
Pour les articles homonymes, voir Guillot.
Olga Guillot est une chanteuse cubaine de boléros née le 9 octobre 1922 à Santiago de Cuba et décédée le 12 juillet 2010 à Miami. Figure emblématique qui s'est popularisée dans toute l'Amérique latine lorsqu'elle a interprété pendant plus de soixante ans des thèmes musicaux appartenant au genre boléro tels que « Miénteme » , « La gloria eres tú » de José Méndez ou encore « Tú me habitué. » . On la surnomme la mère ou la reine du boléro. elle a chanté aux côtés de Frank Sinatra et Edith Piaf. Elle s'est également aventurée en tant qu'actrice dans 16 films et a animé sa propre série télévisée, The Olga Guillot Show. Elle est la première chanteuse cubaine à chanter au Carnegie Hall de New York.

## Biographie
Olga Guillot naît à Santiago de Cuba, le 9 octobre 1922. 
Elle part vivre très jeune à La Havane et avec sa sœur Ana Luisa, elles forment le duo Hermanitas Guillot, et se produisent à la radio dans l'émission La Corte Suprema del Arte.

En 1938 elle suit des cours de chant avec la soprano Hortensia Cohalla et le chanteur Mariano Meléndez. 

Au début des années 1940, elle est choriste du cuarteto Siboney, dirigé par Isolina Carrillo (en).

Le pianiste du groupe, Facundo Rivero, lance sa carrière solo en 1945, au Zombie Club.
 
L'année suivante elle connait un grand succès avec son adaptation en espagnol de Stormy Weather (l'original a été interprété par de nombreux artistes tels que Billie Holiday). 
Elle est désignée comme la révélation de l'année par l'association des critiques cubains.

Miguelito Valdez l'emmène à New York où elle enregistre sur le label Decca. 
Elle voyage au Mexique en 1948. Là, elle s'impose comme chanteuse et actrice internationale, apparaissant dans divers films et réalisant son deuxième album. Elle a commencé à jouir d'une grande popularité pour la première fois de sa carrière. Elle tourne dans La venus de fuego, avec Meche Barba et enregistre avec l'orchestre de Gonzalo Curiel. 
En 1952 et 1953 elle entame une tournée en Amérique latine et enregistre avec le pianiste-compositeur Juan Bruno Terraza.

En 1954, elle signe sur le label Puchito et enregistre Miénteme, du mexicain Chamaco Domínguez.
 
De 1954 à 1956, l'Unión de Crónica Tele-Radia la désigne « plus belle voix de la chanson cubaine ».

En 1957 elle revient au Mexique et interprète le boléro Tú me acostumbraste de Frank Domínguez.
 
Elle enregistre sur le label Musart avec le maestro José Sabre Marroquín.
 
En 1958 elle entame une tournée en Europe et donne un concert au casino du Palm Beach à Cannes, en France.
 
En 1961, elle reçoit un disque d'argent.
 
En 1963, l'Académie des Arts John F. Kennedy d'Hollywood lui remet la Palme d'Or de la meilleure chanteuse de boléro d'Amérique latine.
Le 31 octobre 1964 elle est la première artiste hispanophone à donner un concert au Carnegie Hall à New York. 
Avec Los Panchos elle triomphe en Espagne.
 
Son interprétation d'Adoro d'Armando Manzanero obtient un succès mondial.
 
Avec Me muero, me muero composée par la mexicaine Lolita de la Colina (en), elle est la pionnière de la chanson érotique. 
Elle a joué dans seize films (dont le documentaire de 1964 sur la musique cubaine, Nosotros, la música où elle chantait en duo avec Bola de Nieve), a reçu un prix ACE et elle a enregistré plus de soixante albums, dont vingt disques d'or, dix disques de platine et un disque de diamant.
Elle a interprété avec passion des chansons telles que Tú me acostumbraste, Miénteme, A gloria eres tú
et des chansons d'Agustín Lara et de José Alfredo Jiménez, Lola Beltrán, José Antonio Méndez, etc.
En 2000 elle signe avec le label Warner Music. Son dernier disque date de 2001.  
Elle a eu une fille avec le compositeur René Touzet,. 
Elle meurt d'un infarctus à l'âge de 87 ans, le 12 juillet 2010 à Miami.

## Discographie

### Panart Records
- 3105 Sus primeros éxitos (1946)

### Puchito Records
- MLP-509 Olga Guillot (1954)
- MLP-515 Romance y melodía (1956)
- MLP-525 Olga Guillot (1957)
- MLP-526 Intimidades (1958)
- MLP-530 Creaciones de la Guillot (1958)
- MLP-538 Olga en México (1959)
- MLP-555 Olga de Cuba (1960)
- MLP-559 Comunicando (1961)
- MLP-564 Lo mejor de Olga Guillot (1963)
- MLP-580 La insuperable Olga (1964)

### Musart Records
- DM-672 Olga (1961)
- DM-751 Canciones de María Grever (1962)
- DM-855 Temperamental (1963)
- DM-935 Añorando el Caribe (1964)
- DM-959 12 éxitos románticos (1964)
- DM-1060 Más éxitos románticos (1965)
- DM-1180 Y siguieron los éxitos (1966)
- DM-12561 Bravo (1967)
- DM-1280 Adoro & Celoso (1967)
- DM-1312 Olga le canta a América (1968)
- DM-1360 Olga Guillot interpreta a Manzanero (1968)
- DM-1423 Olga Guillot (volumen 14) (1969)
- DM-1572 La mujer que te ama (1970)
- DM-1507 ¿Quién da más? (1971)
- DM-1576 Y ahora....Olga (1972)

### CBS Records
- 1479 Se me olvidó otra vez (1976)

### Orfeon Records
- 11473 Lo nuevo de Olga (1978)

### Interdisc Records
- 526066 Para mi público (1982)

### Warner Records
- 87844-2 Faltaba yo (2001)